# Melezet
Melezet è una frazione del comune di Bardonecchia, posta a 1367 m sul livello del mare, già comune autonomo fino al 1927 quando fu riunito a quello di Bardonecchia con Regio decreto 16 giugno 1927, n. 1140.
Il territorio si trova nei pressi del confine tra Italia e Francia, a ovest dell'abitato di Bardonecchia, lungo la strada provinciale 216. È una località turistica, che raggiunge il massimo di popolamento nel periodo invernale, grazie alle sue piste da sci, recentemente modernizzate con nuovi impianti di risalita grazie ai XX Giochi olimpici invernali. Gli impianti, insieme a quelli di Colomion, Les Arnauds e Jaffreau fanno parte del comprensorio Bardonecchia Ski  gestiti dalla Colomion S.p.a. La pista half-pipe per snowboard è la più lunga del mondo.
Anche nel periodo estivo si registra una buona affluenza, grazie alle svariate attività organizzate dal comune di Bardonecchia e al gran numero di passeggiate in quota.

## Comprensorio sciistico
Inizialmente nato come comprensorio indipendente, fa parte ormai da oltre tre decenni del Comprensorio Colomion-Les Arnaud-Melezet.
Gli impianti installati specificatamente a Melezet sono sei:
1. Tappeto baby, tappeto di 51 m di dislivello, partenza a livello paese, serve una pista per principianti
2. Seggiovia Melezet - etarpa’ -Chesal, seggiovia quadriposto doppelmayr ad ammorsamento automatico con stazione intermedia, dislivello 452 m, serve due piste poste ai lati, e relative varianti. Partendo dal livello paese, porta a poco più di 1800 m.s.l., in località Chesal, di dove si dipartono altri tre impianti di risalita e, poco più in basso un quarto. Funge quindi sia da impianto di arroccamento che di risalita.[1] Le relative piste sono dotate di impianti d'innevamento artificiale
3. Seggiovia Sellette 4, Leitner quadriposto con dislivello 389 m, ha sostituito una seggiovia biposto e uno ski-lift nella stagione sciistica 2019-20.
4. Skilift Chesal-Seba, sciovia doppelmayr di dislivello 434 m, parte discosto ma poco più sotto l'arrivo della Seggiovia Melezet - Chesal; serve una pista parte della quale condivisa con la seggiovia del bosco
5. Seggiovia del bosco, seggiovia graffer di dislivello di 348 m, parte una ventina di metri di dislivello sotto la partenza dello Skilift Chesal-Seba e da questa discosto; serve due piste, parte di una delle quali condivisa con lo Skilift Chesal-Seba
6. Skilift del Vallon Cros, CCM di dislivello 185 m, parte dall'arrivo della seggiovia del bosco, al centro di un ampio anfiteatro e raggiunge il punto più alto (s.l.m.) del sistema di impianti sciistici di Melezet (2400 m circa)

cui va aggiunta la pista per l'Half-pipe, che corre parallela alla seggiovia Melezet - Chesal dalla partenza della medesima.
Il comprensorio è collegato alle piste di Les Arnauds e del Colomion tramite discese di raccordo, regolarmente mantenute.

## Arte
Nella chiesa parrocchiale dedicata a Sant'Antonio abate vi sono affreschi del '500. Sulla piazzetta che fronteggia l'ingresso della chiesa c'è una pregevole fontana in pietra, con catino esagonale, del 1732, opera dello scultore Jean André, come recita la scritta su uno dei lati del catino. Nell'antica e restaurata Cappella di Nostra Signora del Carmine vi è un piccolo Museo. 
Verso Pian del Colle, falsopiano attraverso il quale si raggiunge la Valle Stretta e il Colle della Scala, sorge la Cappella di San Sisto, che fu eretta nel XV secolo e vi sono rappresentate in affresco vicende della vita di Papa Sisto II e di Lorenzo, suo diacono e, all'esterno, il Giudizio Universale.

### La scuola d'intaglio
Melezet fu sede di una scuola di pittura, scultura e architettura che ebbe notorietà in tutta la Valle di Susa e nella Valle della Moriana tra il XV e il XVIII secolo. Gli artigiani del Melezet si tramandarono in particolare l'arte dell'intaglio del legno, non disdegnando naturalmente anche la pietra come materiale per la scultura: caso del citato Jean André. La durata dell'inverno, durante il quale i lavori dell'agricoltura e la pastorizia erano ridotti al minimo, favorivano l'attività artistica. 
È tipica la rappresentazione di grappoli di frutti e fiori, dalle dimensioni più svariate, dipinti a colori vivaci. Oggi in Melezet esiste una vera e propria scuola di intaglio.

### Galleria d'immagini di Melezet

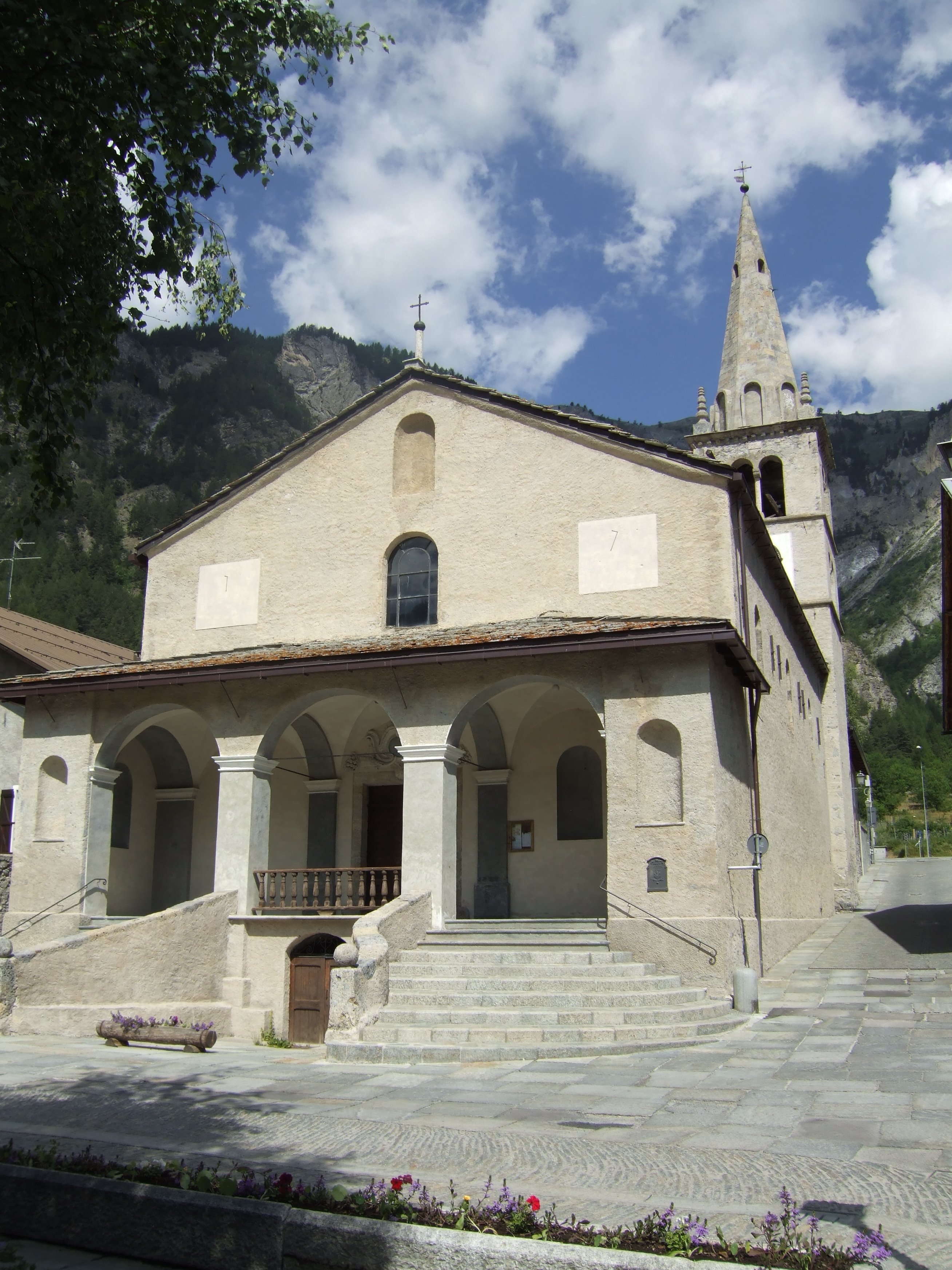
La chiesa parrocchiale di Sant'Antonio abate a Melezet
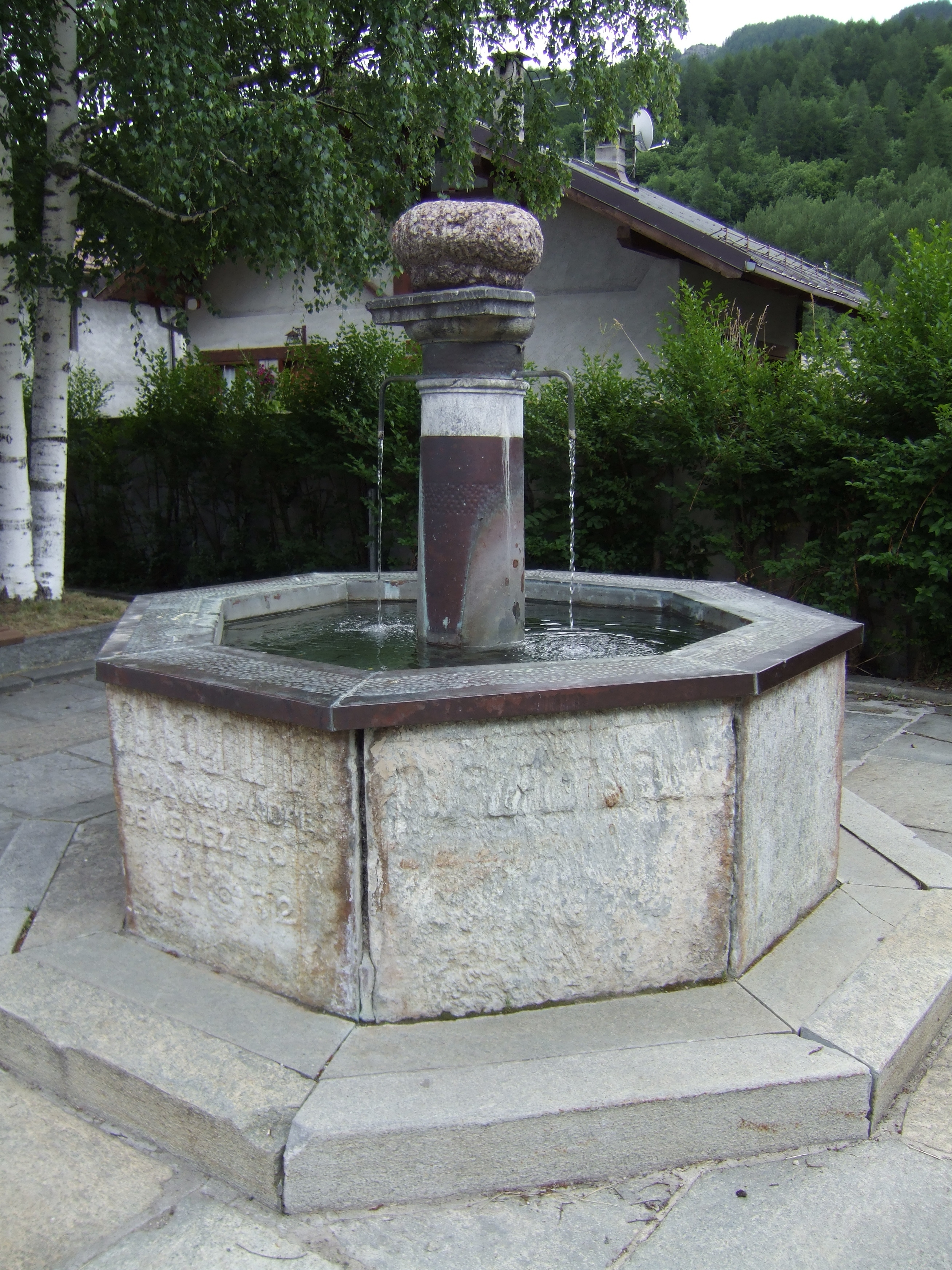
Fontana cinquecentesca di fronte alla Chiesa Parrocchiale
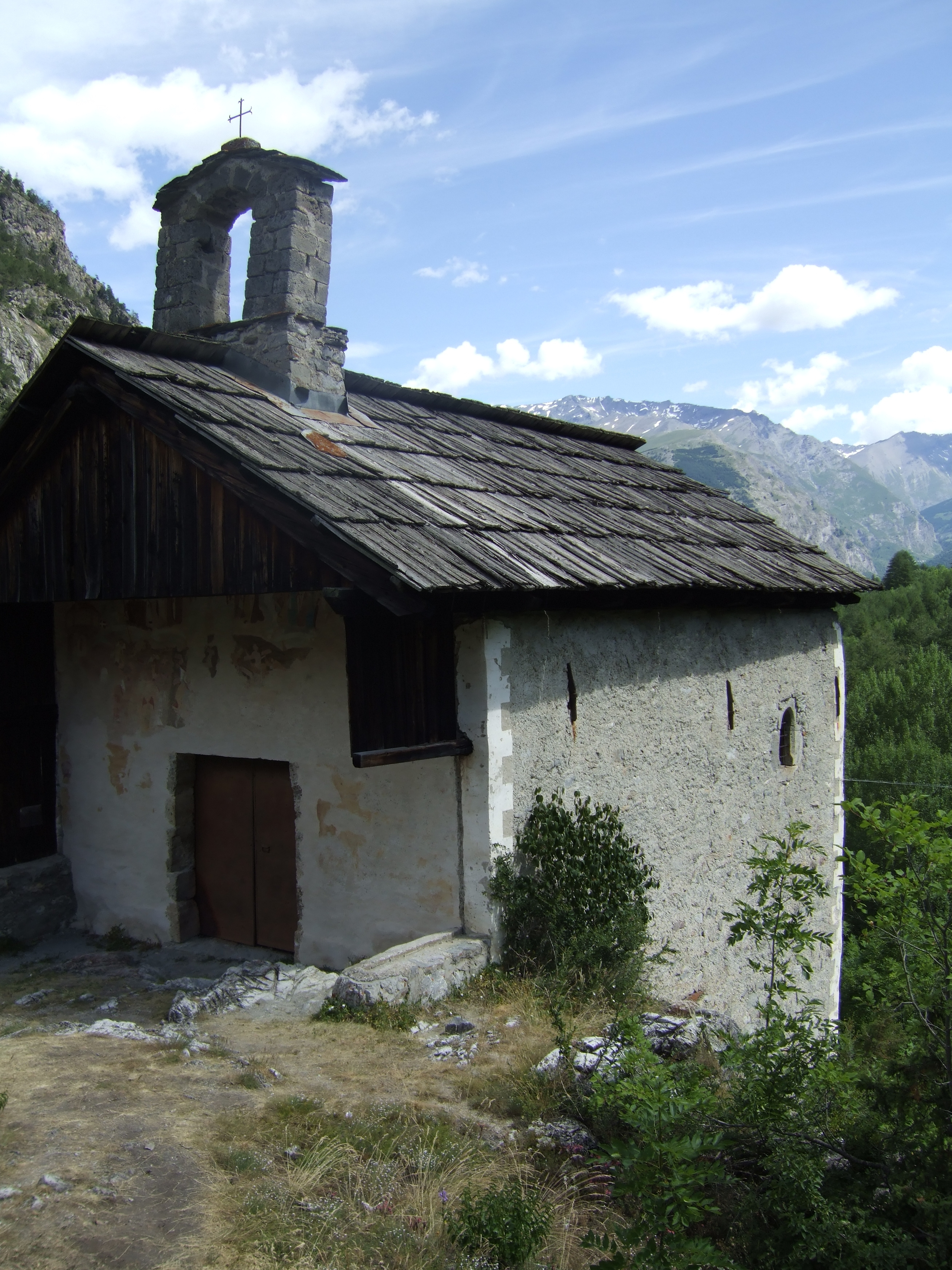
La cappella di San Sisto al Pian del Colle
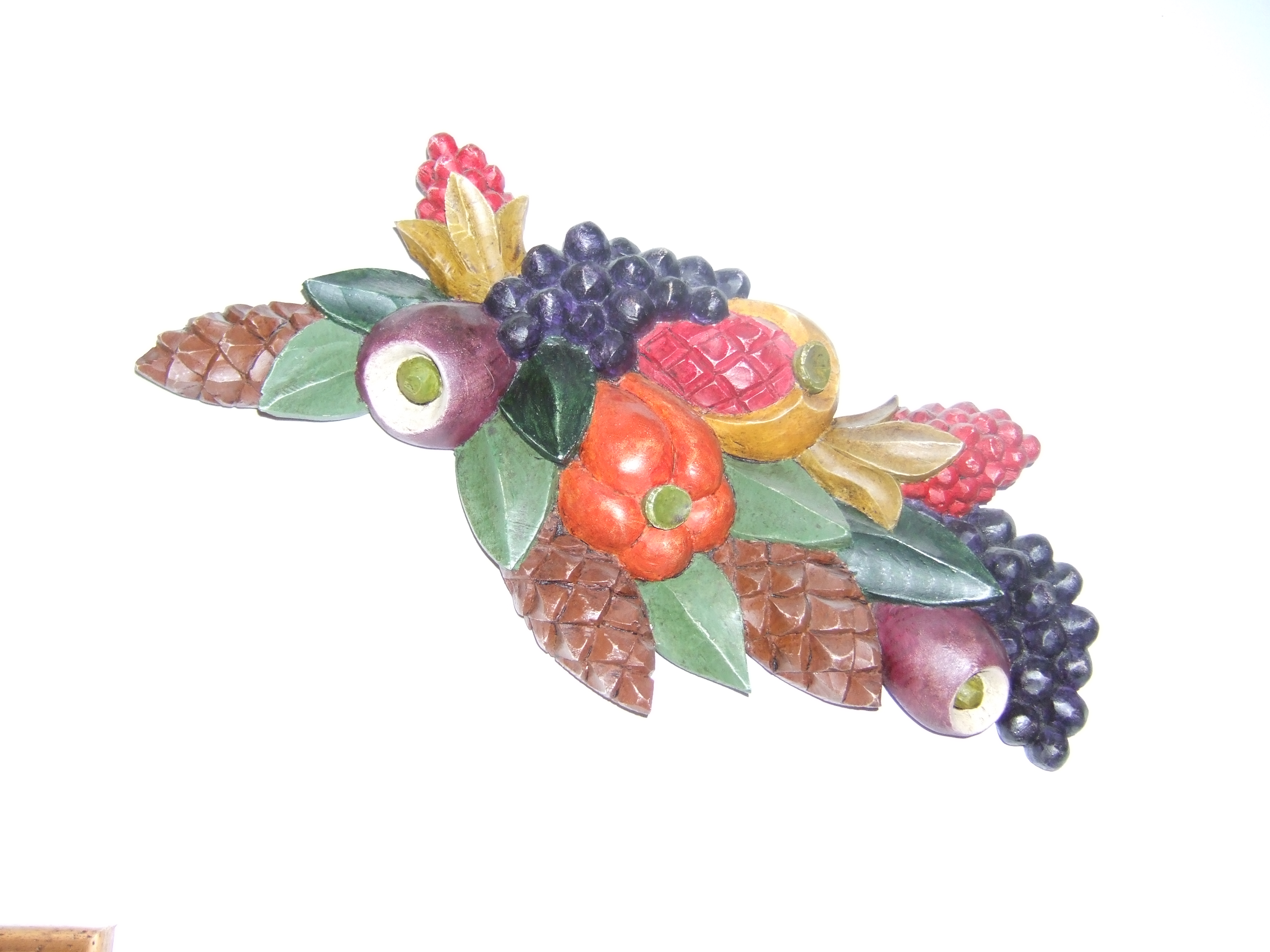
Scuola d'intaglio di Melezet:Un grappolo di frutta
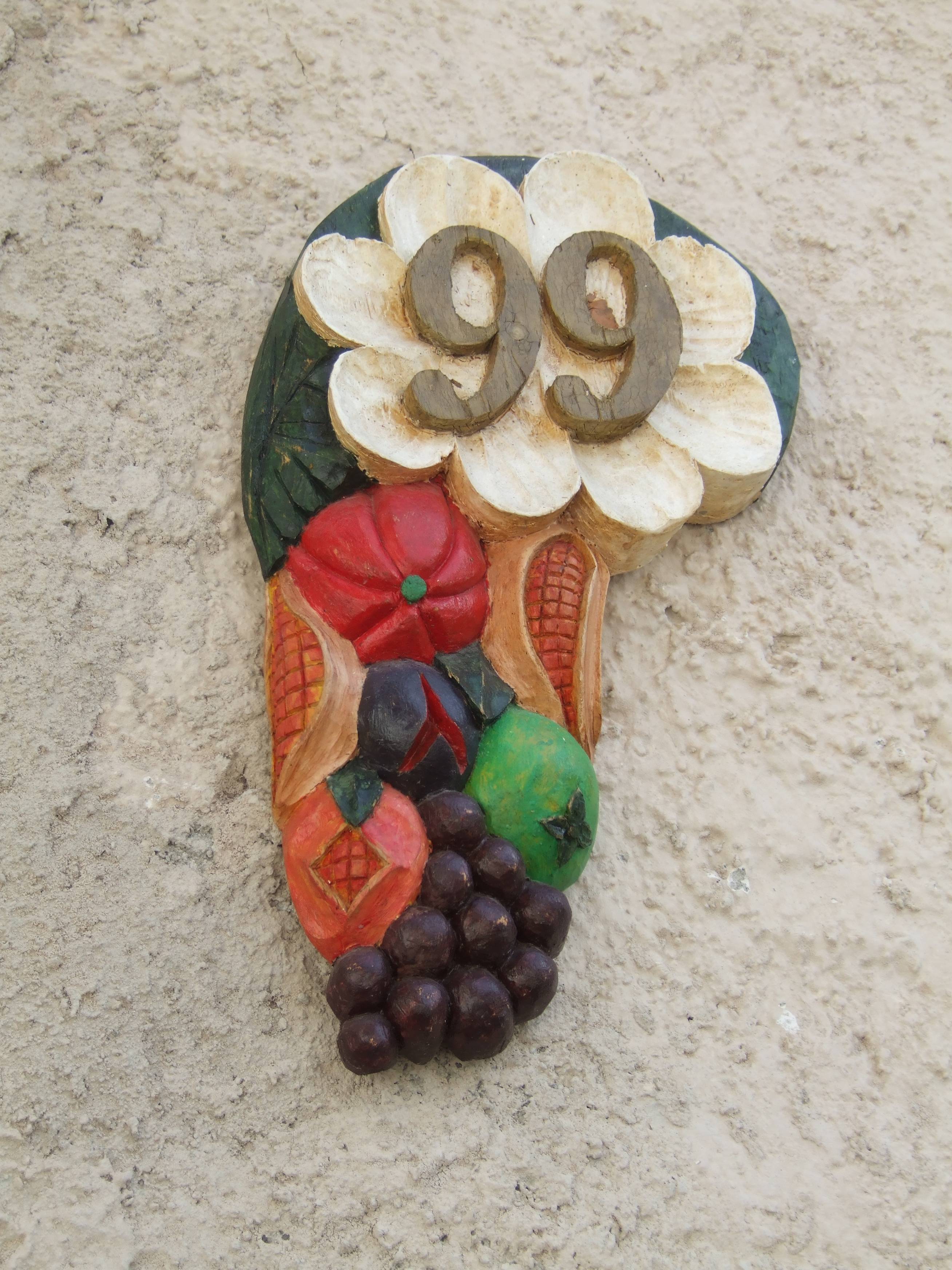
Scuola d'intaglio di Melezet:Un grappolo di frutta con su un numero civico
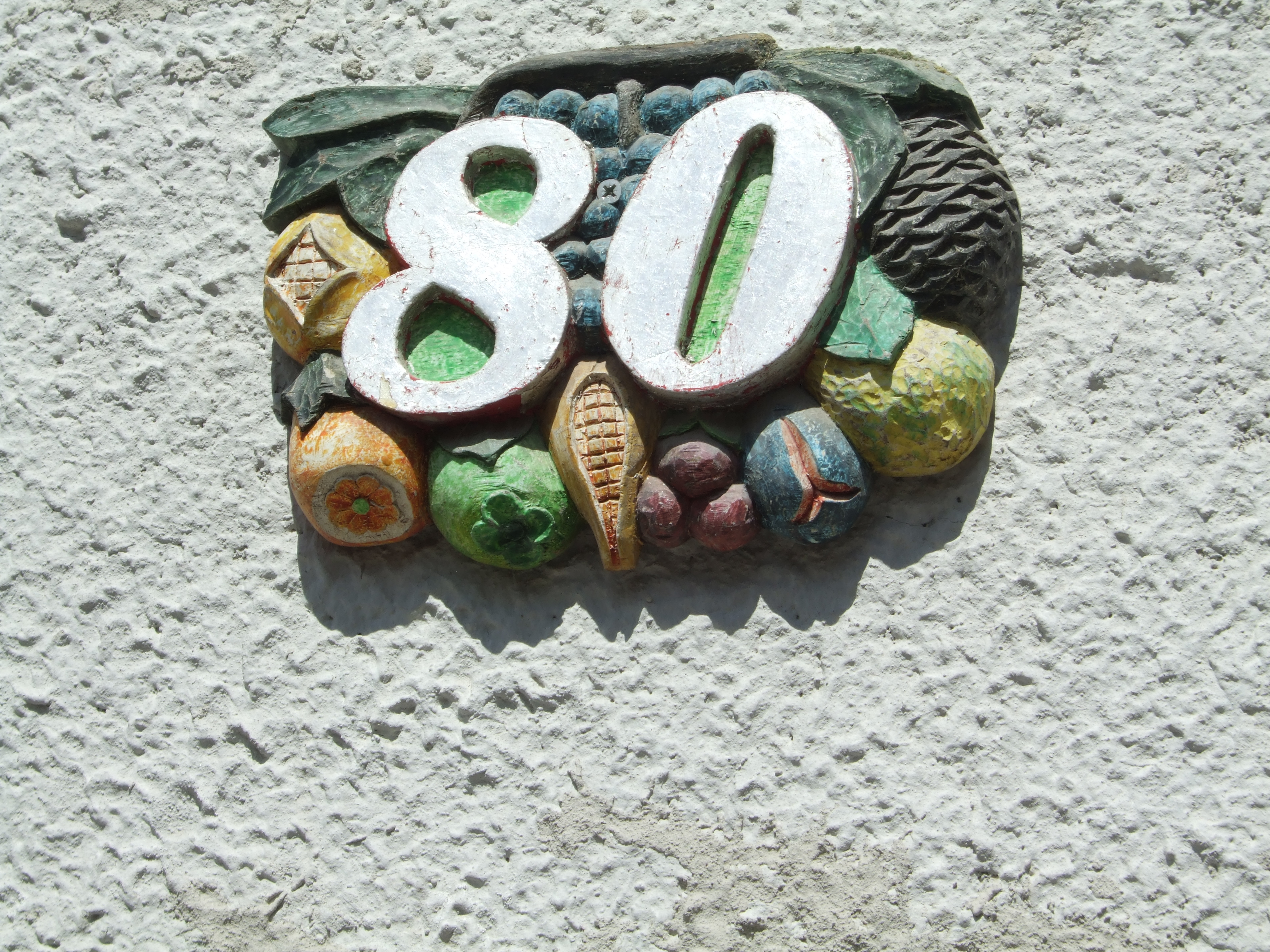
Scuola d'intaglio di Melezet:Un grappolo di frutta con su un numero civico